# Flavocrambus aridellus
Flavocrambus aridellus är en fjärilsart som beskrevs av South 1901. Flavocrambus aridellus ingår i släktet Flavocrambus och familjen Crambidae. Inga underarter finns listade i Catalogue of Life.